# ناوشکن کلاس گتبورگ
ناوشکن کلاس گتبورگ (به انگلیسی: Göteborg-class destroyer) یک کلاس از کشتی است که طول آن ۹۲٫۷ متر (۳۰۴ فوت) می‌باشد.